# Plagiotremus spilistius
Plagiotremus spilistius là một loài cá biển thuộc chi Plagiotremus trong họ Cá mào gà. Loài này được mô tả lần đầu tiên vào năm 1865.

## Từ nguyên
Từ định danh spilistius được ghép bởi hai âm tiết trong tiếng Hy Lạp cổ đại: tapeinós (σπίλος; "đốm") và istós (ιστός; "cánh buồm"), hàm ý đề cập đến nhiều đốm đen trên vây lưng của loài cá này.

## Phân bố và môi trường sống
P. spilistius được tìm thấy ở Biển Đông (thuộc bờ biển Việt Nam và Trung Quốc), vịnh Thái Lan, miền trung Philippines, Bắc Sulawesi (Indonesia) và vịnh Milne (Papua New Guinea). Chúng sống trên các rạn san hô ỏ độ sâu đến ít nhất là 70 m.

## Mô tả
Chiều dài lớn nhất được ghi nhận ở P. spilistius là 17,4 cm. Đầu và thân màu nâu vàng. Vây lưng và vây hậu môn màu nâu xám, màng vây lưng có nhiều đốm đen nhỏ. Vây ngực màu vàng nhạt có đốm đen ở gốc trên. Vây đuôi màu vàng với viền trên màu đen, thùy đuôi đen.
Số gai vây lưng: 10; Số tia vây lưng: 58–60; Số gai vây hậu môn: 2; Số tia vây hậu môn: 55–57; Số tia vây ngực: 12.

## Sinh thái
P. spilistius là loài chuyên ăn chất nhầy và vảy cá khác.
Trứng của P. spilistius có chất kết dính, được gắn vào chất nền thông qua một tấm đế dính dạng sợi. Cá bột là dạng phiêu sinh vật, thường được tìm thấy ở vùng nước nông gần bờ.